# José António Pereira Bilhano
José António Pereira Bilhano (Ílhavo, 22 de Março de 1801 — 18 de Setembro de 1890) foi um arcebispo católico português.

## Biografia
Filho de António Bilhano e de sua mulher Rosa de Jesus.
Foi nomeado Arcebispo Metropolitano de Évora pelo Papa Pio IX e governou a Arquidiocese eborense até à sua morte, em 1890, tendo sido coadjuvado nos últimos anos por D. Augusto Eduardo Nunes, que veio a ser o seu sucessor.